# Cumulus congestus
Cumulus bourgeonnant
Un cumulus congestus, ou cumulus bourgeonnant, (TCU, abréviation de Towering Cumulus en anglais) est un nuage convectif qui se développe quand l'air environnant est humide et instable. Étape intermédiaire entre le cumulus mediocris et le cumulonimbus, il présente généralement un aspect de chou-fleur allongé sans enclume, formant des cheminées dans lesquelles des mouvements de remous sont facilement observables,,. Les cumulus congestus sont plus hauts que larges.
Visuellement, la partie supérieure d'un cumulonimbus est visuellement lisse alors que celle d'un cumulus congestus garde un aspect floconneux jusqu'à son sommet. Techniquement le cumulus congestus se différencie du cumulonimbus par le fait qu'il est constitué principalement de gouttelettes d'eau alors que dans un cumulonimbus calvus, la partie supérieure du nuage est constituée de cristaux de glace, ce qui favorise l'apparition des phénomènes électriques associés aux orages. Plus les bulles convectives sont évidentes dans les tours du nuage, plus le courant d'air ascendant est fort et plus rapidement le nuage évoluera vers l'orage.

## Formation
Lorsqu'une parcelle d'air près du sol devient plus chaude que son environnement, elle s'élève sous l'effet de la poussée d'Archimède. Lors de cette ascension, sa température baisse et la vapeur d'eau contenue dans la parcelle devient saturée lorsqu'elle atteint le niveau de condensation par convection et forme un nuage. Elle continue ainsi son déplacement, et ralentit lorsque l'écart de température avec l'environnement s'annule, voire s'inverse.
Le cumulus, le TCU et le Cb (Cumulonimbus) sont tous le résultat d'un tel mouvement vertical à divers degrés. Dans le cas du TCU, le sommet du nuage est entre −10 °C et −20 °C, assez pour provoquer des précipitations mais pas assez froid pour qu'un potentiel électrique se forme à l'intérieur du nuage. Ainsi, on peut avoir des averses de pluie ou de neige, selon la saison, et même des averses de grésil, mais pas de foudre. L'extension verticale d'un TCU atteint  3 à 7 km, selon la saison, parfois plus sous les tropiques,.
Dans certains cas, le cumulus congestus est surmonté d'un petit nuage fileux, appelé pileus, signe d'ondes de gravité. Le pileus est un nuage annexe éphémère de faible extension horizontale, apparaissant au cours de l'ascension verticale d'un cumulus congestus. Il se présente sous la forme d'un chapeau aplati ou ovale. Il ressemble à l'altocumulus lenticulaire et est composé de cristaux de glace.

## Cycle de vie et précipitations
Les TCU, comme les autres nuages convectifs, peuvent être isolés dans une masse d'air instable ou être générés en groupes lors du passage d'un creux barométrique ou d'un front froid. Dans le premier cas, le réchauffement diurne est le déclencheur et les TCU se dissipent alors après le coucher du soleil. Dans le second cas, c'est par le soulèvement du creux ou du front qui déclenche la convection. Dans ce cas, les cumulus bourgeonnants peuvent se produire à n'importe quelle heure du jour ou de la nuit. Si l'air est assez instable, certains des TCU se transformeront en cumulonimbus et on aura un orage.
Lors d'une situation de ciel de traîne, après le passage d'un front froid, ce nuage est assez souvent porteur d'averses. Il peut alors  pleuvoir à un endroit alors que l'impression de beau temps prédomine quelques centaines de mètres plus loin. Dans ce type de situation convective, on observe un ciel partagé entre éclaircies et passages de cumulus médiocris et congestus se déchargeant d'averses. Il arrive alors parfois qu'il pleuve et fasse soleil en même temps.
Dans une situation pré-orageuse avec un front froid ou une masse d'air instable, le cumulus congestus peut se transformer en cumuloninumbus et les précipitations ne se produiront alors qu'au stade suivant à cause des forts courants ascendants à l'intérieur du nuage. Par contre, ce ne sont pas tous les cumulus bourgeonnants qui vont atteindre le stade orageux à cause de la compétition pour l'humidité disponible, le cisaillement des vents avec l'altitude et la répartition de température dans la masse d'air. Ceux qui ne deviendront pas des orages pourront donner des averses modérées à fortes.

## Variantes
Les cumulus congestus sont souvent, mais pas toujours, associés à des orages présents ou à venir. Lors du développement d'un cumulonimbus, la phase cumulus congestus est la phase ultime avant la phase cumulonimbus calvus. Les figures 1, 2 et 3 illustrent différents types de cumulus congestus. Dans la figure 1, le cumulus congestus à gauche est en phase de déclin, car il est formé d'une tour élevée avec une base étroite, alors que le cumulus à droite est beaucoup plus massif, de base étendue et pourrait se transformer en cumulonimbus calvus. Le cumulus congestus de la figure 2 est similaire aux deux précédents.
Par contre, les cumulus congestus représentés dans la figure 3 sont de nature différente. En effet, ce sont des cellules récurrentes d'un système orageux multicellulaire. Ces nuages sont techniquement juste sous le niveau de cumulonimbus calvus mais une masse sombre continue à l'arrière indique la masse principale de l’orage. De plus, il y a une ligne d'altocumulus castellanus à l'avant et des bancs d'altocumulus à droite du nuage qui donnent la même indication. Des cumulus congestus peuvent se former sur le flanc d'un système d'orages violents ; ils sont alors susceptibles d'engendrer des tornades.

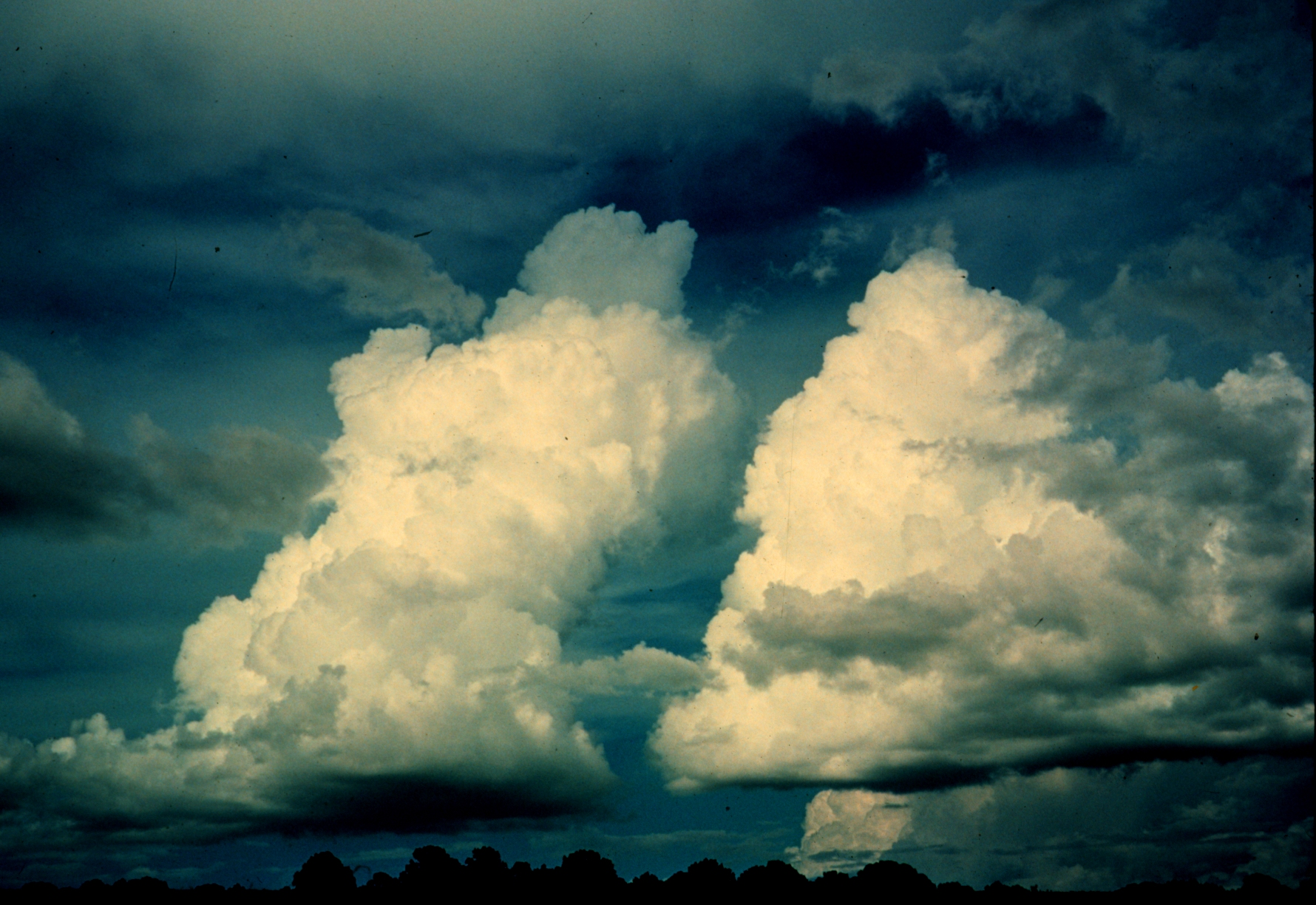
Figure 1 : Un exemple de cumulus congestus isolés.
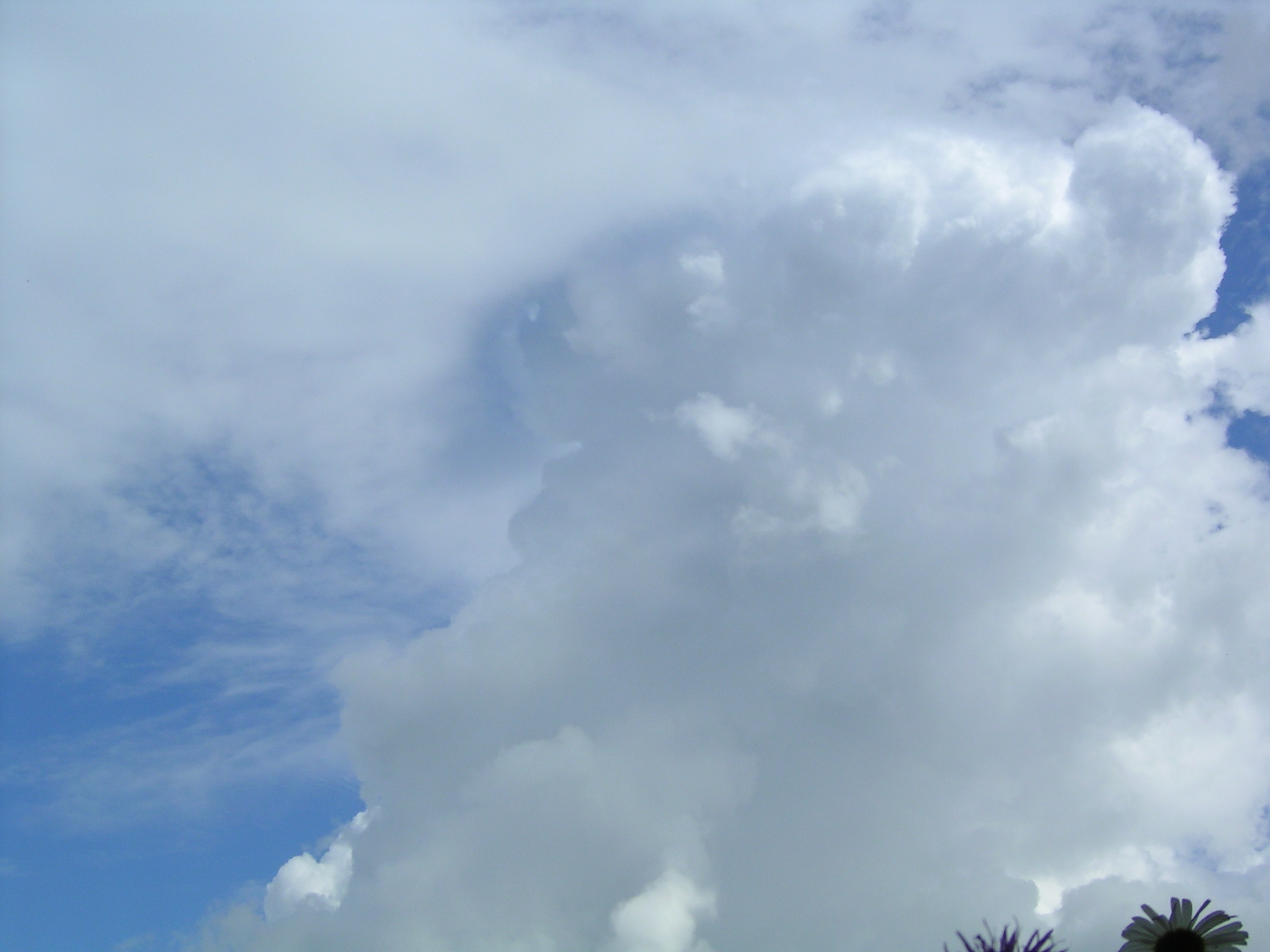
Figure 2 : Cumulus bourgeonnant presque devenu un cumulonimbus
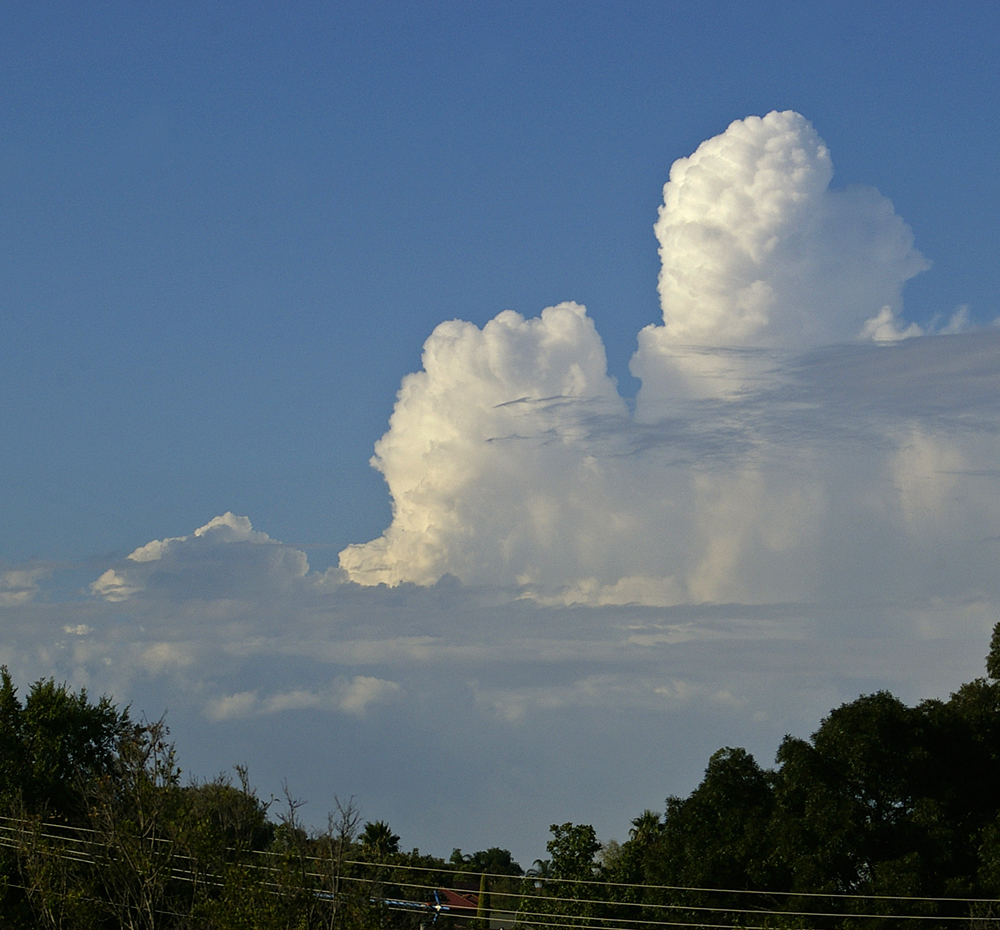
Figure 3 : Cumulus congestus à l'avant d'un orage multicellulaire

## Effets sur les aéronefs et planeurs
Comme mentionné précédemment, un cumulus congestus est surtout formé des gouttes d'eau et celles-ci sont surfondues près de son sommet. Il y a très peu de cristaux de glace et par conséquent, il ne produit pas de grêle et ni de phénomènes électriques qui rendent les cumulonimbus dangereux. Il peut cependant donner des averses fortes, occasionnellement mêlées de granules de glace en été, ou être à l'origine d'une averse de neige en hiver. Les averses associées aux cumulus congestus peuvent réduire fortement la visibilité, plaçant un pilote aérien dans des conditions de vol aux instruments sous le nuage et l'eau surfondue peut être la cause de givrage en altitude dans le nuage. Pour ces raisons, et à cause des mouvements verticaux près et dans le nuage, un pilote inexpérimenté de planeur ou de petite aviation ainsi qu’un parapentiste se tiendront loin d’un cumulus congestus. Pour un pilote expérimenté, la manœuvre peut encore être risquée.

### Courant ascendant
Un cumulus congestus peut être le siège d’ascendances puissantes (de l'ordre de 5 m/s) et étendues (de l'ordre du km). Ces ascendances sont souvent particulièrement laminaires sous le nuage. Elles sont toutefois exploitables par un pilote de planeur expérimenté.
Cependant, une ascendance « trop calme et de trop bonne qualité » est un signe avant-coureur d'un orage en formation et un pilote peut se retrouver sous un cumulonimbus sans s'en apercevoir. Il ne peut alors distinguer ce dernier d'un gros cumulus car il ne voit qu'une masse sombre au-dessus de lui, pas sa forme extérieure. Un planeur peut s'échapper en ouvrant les aérofreins et en volant à 250 km/h mais ceci n'est pas le cas pour un parapentiste qui vole beaucoup plus lentement.
Ce dernier peut se faire aspirer à l'intérieur du nuage où les ascendances deviennent alors beaucoup plus puissantes (de l'ordre de 10 m/s). L'explication de cette plus forte accélération verticale se trouve dans le fait qu'en s'élevant dans le nuage, l'air se refroidit suivant le gradient adiabatique humide (6,5 ⁰C/1 000 m) qui est inférieur à l'adiabatique sèche (10 ⁰C/1 000 m). Dans le cas où le cumulus congestus est presque au stade de cumulonimbus, le parapentiste aura la même mésaventure qu'Ewa Wiśnierska, c'est-à-dire qu'il sera aspiré jusqu'au sommet du nuage où il pourra être tué par la foudre ou le manque d'oxygène.

### Ascendance sur les flancs
Les cumulus engendrent souvent des ondes de gravité, souvent repérables par un pileus, qui sont exploitables lorsque les nuages ne sont pas trop développés. Ceci n'est pas le cas pour les cumulus congestus.
Les cumulus congestus et les cumulonimbus sont le siège d'ascendances à l'avant du nuage et en dehors de celui-ci. Un pilote de planeur peut effectuer un vol de pente le long dudit nuage et s'élever nettement au-dessus de sa base. Aux États-Unis, les pilotes sont cependant tenus d'être distants latéralement d'au moins 2 000 pieds (600 m) du nuage. Légalement cela rend le vol de pente le long du nuage difficile pour un cumulus congestus car l'effet ne s'étend souvent pas aussi loin de ce dernier.

### Courant descendant et rafales descendantes
La précipitation du nuage donne lieu à un courant descendant d'air qui peut devenir particulièrement puissant sous la base du nuage. Dans certains cas, un cumulus congestus peut ainsi être à l'origine de rafales descendantes à l'instar des cumulonimbus, bien que généralement moins intenses. À proximité du sol, un pilote pourra se faire surprendre par une brusque inversion de la direction du vent et passer d'une situation de vent de face à une situation de vent arrière. Si sa vitesse est insuffisante, il décrochera et s'écrasera au sol. D'après les règles de la FAA américaine, tout pilote est tenu de s'assurer de la direction et de la vitesse du vent au sol avant de se poser.

## Nuage vu d'avion
L'épaisseur du nuage varie de 2 km à plus de 5 km. Lorsque l'épaisseur est inférieure à 2 km, ce sont généralement des cumulus mediocris ou des cumulus humilis (plats).

### Au-dessous du nuage
Vus d'en dessous les cumulus congestus ont en général une base relativement sombre qui peut être concave. La visibilité est généralement bonne sous le nuage mais peut être médiocre dans les précipitations. L'Atlas international des nuages affirme que la turbulence y est souvent forte. Cependant, Les courants ascendants sous un cumulus congestus sont souvent laminaires et réguliers.

### À l'intérieur du nuage
Les cumulus congestus sont constitués principalement de gouttelettes d'eau mais il peut y avoir présence de cristaux de glace dans leur partie supérieure. En général, il y a présence de gouttelettes d'eau surfondue dans la partie supérieure. Cette eau surfondue peut provoquer un givrage de l'aéronef. La visibilité est très variable mais en général très médiocre. La turbulence y est souvent très forte.

### Au-dessus du nuage
Vus d'au-dessus, les cumulus congestus sont d'un blanc éblouissant. Leurs parties supérieures ayant la forme de choux-fleurs, de cheminées ou de tours. Elles sont bien délimitées et présentent des ombres propres. Ils peuvent être entourés de velum ou pileus.